# محمد أبو بكر المفلحي
محمد أبو بكر المفلحي سياسي ومسئول يمني سابق من مواليد مديرية يافع محافظة لحج عام 1949م.

## المؤهلات العلمية
1. حصل على ليسانس جغرافيا من ليبيا في العام 1974م.
2. حصل على دبلوم دراسات عليا في النمو السكاني من بريطانيا في العام 1978م.
3. حصل على ماجستير إدارة تعليمية من الولايات المتحدة الأمريكية في العام 1990 ثم درجة الدكتوراه في الإدارة التعليمية من الولايات المتحدة الأمريكية في العام 1993م .

## المناصب التي تقلدها
- عين مديراً لإدارة التنمية الاقتصادية المحلية بمحافظة عدن بوزارة التعليم العالي والبحث العلمي.
- عين مديراً لمشروع تطوير التعليم العالي في الفترة من 2002 - 2003.
- عين رئيساً لقسم الإدارة والتخطيط التربوي بكلية التربية - جامعة صنعاء في الفترة من 1997-2001م .
- عين عميد كلية المجتمع ـ جامعة صنعاء 1998 -2002م.
- عين وزيراً للثقافة في التشكيل الحكومي في 5 إبريل 2007م .